# Лип'янка (Берестинський район)
Лип'я́нка —  село в Україні, у Берестинському районі Харківської області. Населення становить 85 осіб. Орган місцевого самоврядування — Наталинська сільська громада.

## Географія і основні дані
Село Лип'янка знаходиться на відстані 3 км від села Дальнє. На відстані 2 км знаходиться залізнична станція Шляховий. В селі бере початок річка Лип'янка.

## Історія
- 1908 - дата заснування.

## Населення
Згідно з переписом УРСР 1989 року чисельність наявного населення села становила 131 особа, з яких 54 чоловіки та 77 жінок.
За переписом населення України 2001 року в селі мешкали 84 особи.

### Мова
Розподіл населення за рідною мовою за даними перепису 2001 року:
| Мова       | Відсоток |
| ---------- | -------- |
| українська | 96,47 %  |
| російська  | 3,53 %   |